# Quy tắc Cope
Quy tắc Cope là quy tắc sinh học được đặt theo tên của nhà cổ sinh vật học người Mỹ Edward Drinker Cope người đã đưa ra giả thuyết rằng các dòng dõi quần thể có xu hướng tăng trưởng kích thước cơ thể theo thời gian tiến hóa. Nó chưa bao giờ thực sự được Cope phát biểu chính thức mặc dù ông ủng hộ sự xuất hiện của các xu hướng tiến hóa trực hệ. Đôi khi nó còn được gọi là quy tắc Cope-Depéret vì Charles Depéret đã công khai ủng hộ ý tưởng này. Theodor Eimer cũng đã ủng hộ lý thuyết này trong các lần trước đó.

## Đại cương
Thuật ngữ "quy tắc Cope" dường như được đặt ra bởi Bernhard Rensch dựa trên thực tế là Depéret đã "bị Cope hóa" trong các tác phẩm của mình. Trong khi quy tắc đã được chứng minh trong nhiều trường hợp, nó không đúng ở tất cả các cấp độ phân loại, hoặc trong tất cả các nhóm. Kích thước cơ thể lớn hơn có liên quan đến việc tăng cường phát triển thể vóc, thể chất, sức sinh sản (sức sinh tồn) vì một số lý do, mặc dù cũng có một số nhược điểm trên cả cá thể và ở cấp độ dòng: các nhóm bao gồm các cá thể lớn hơn dễ bị tuyệt chủng hơn, điều này có thể làm hạn chế kích thước tối đa của sinh vật.
Ảnh hưởng của sự tăng trưởng được thể hiện qua sự chọn lọc theo hướng dường như tác động lên kích thước của sinh vật, trong khi nó thể hiện ảnh hưởng nhỏ hơn nhiều đến các đặc điểm hình thái khác, mặc dù có thể nhận thức này có thể là kết quả của sự sai lệch mẫu. Áp lực chọn lọc này có thể được giải thích bởi một số ưu điểm, cả về tỷ lệ giao phối thành công và tỷ lệ sống sót. Ví dụ, các sinh vật lớn hơn thấy dễ dàng hơn để tránh đi nguy cơ hoặc chống lại những kẻ săn mồi và nâng cao khả năng bắt mồi, sinh sản, tiêu diệt đối thủ cạnh tranh, để tồn tại trong thời gian tạm thời và chống lại những thay đổi khí hậu nhanh chóng.
Chúng cũng có thể được hưởng lợi từ hiệu suất nhiệt tốt hơn, tăng trí thông minh và tuổi thọ dài hơn. Để bù đắp những lợi thế này, các sinh vật lớn hơn đòi hỏi cần nhiều thức ăn và uống nhiều nước hơn, và chuyển từ chọn lọc r sang chọn lọc K. Thời gian thế hệ của chúng lâu hơn có nghĩa là thời gian phụ thuộc vào mẹ lâu hơn, và ở quy mô cách mạng vĩ mô hạn chế khả năng phát triển nhanh chóng của quần thể để phản ứng với môi trường thay đổi.
Tăng trưởng giới hạn là khách quan vì nếu không bị kiểm soát, xu hướng kích thước ngày càng lớn sẽ tạo ra các sinh vật có tỷ lệ khổng lồ. Do đó, một số yếu tố phải hạn chế quá trình này. Ở một mức độ, có thể là khả năng bị đe dọa tuyệt chủng của một dòng dõi, bổn bang sẽ gia tăng, khi các thành viên của nó trở nên lớn hơn, có nghĩa là không có đơn vị phân loại nào tồn tại đủ lâu để các cá thể đạt đến kích thước khổng lồ. Có lẽ cũng có những giới hạn được áp đặt về mặt vật lý đối với kích thước của một số sinh vật mà còn được biết đến là sự tương quan sinh trưởng.
Ví dụ minh họa cho điều này là côn trùng phải đủ nhỏ để oxy khuếch tán đến tất cả các bộ phận của cơ thể chúng, cơ thể chim bay phải đủ nhẹ để bay và chiều dài cổ của hươu cao cổ có thể bị giới hạn bởi huyết áp mà tim chúng có thể tạo ra để bơm lên đến não bộ, có thể có một yếu tố cạnh tranh, trong đó những thay đổi về quy mô nhất thiết phải đi kèm với những thay đổi về sinh thái ngách. Ví dụ, động vật ăn thịt trên cạn trên 21 kg hầu như luôn săn mồi những sinh vật lớn hơn chứ không phải nhỏ hơn chúng. Ba nhánh động vật trong họ Canidae (Hesperocyoninae, Borophaginae và Caninae) đều có xu hướng hướng tới kích thước lớn hơn, mặc dù hai nhánh đầu tiên hiện đã tuyệt chủng.